# Ostrowy (Grande-Pologne)
Pour les articles homonymes, voir Ostrowy.
Ostrowy (prononciation : [ɔsˈtrɔvɨ]) est une localité polonaise du village de Żółwieniec de la gmina de Ślesin dans le powiat de Konin de la voïvodie de Grande-Pologne dans le centre-ouest de la Pologne.
La localité possédait une population de 19 habitants en 2006.

## Histoire
De 1975 à 1998, la localité faisait partie du territoire de la voïvodie de Konin.

Depuis 1999, Ostrowy est situé dans la voïvodie de Grande-Pologne.

## Personnalité de la commune
Stèphane Terlikowski, caporal du 2e régiment de marche du 1er régiment étranger, mort pour la France durant la Première Guerre mondiale, est né à Ostrowy.